# وارازدات لالایان
وارازدات لالایان (ارمنی: Վարազդատ Լալայան‎) وزنه‌بردار مرد اهل ارمنستان است که در مسابقات قهرمانی وزنه‌برداری اروپا در سال‌های در مجموع برنده ۳ مدال طلا، ۳ مدال نقره و ۱ مدال برنز شد.

## نتایج مهم
| سال                                                  | مکان                | وزن            | یک ضرب (ک‌گ)    | یک ضرب (ک‌گ)    | یک ضرب (ک‌گ)    | یک ضرب (ک‌گ)    | یک ضرب (ک‌گ)    | دوضرب (ک‌گ)     | دوضرب (ک‌گ)     | دوضرب (ک‌گ)     | دوضرب (ک‌گ)     | دوضرب (ک‌گ)     | مجموع          | رتبه                |
| سال                                                  | مکان                | وزن            | ۱              | ۲              | ۳              | نتیجه          | رتبه           | ۱              | ۲              | ۳              | نتیجه          | رتبه           | مجموع          | رتبه                |
| بازی‌های المپیک                                       | بازی‌های المپیک      | بازی‌های المپیک | بازی‌های المپیک | بازی‌های المپیک | بازی‌های المپیک | بازی‌های المپیک | بازی‌های المپیک | بازی‌های المپیک | بازی‌های المپیک | بازی‌های المپیک | بازی‌های المپیک | بازی‌های المپیک | بازی‌های المپیک | بازی‌های المپیک      |
| ---------------------------------------------------- | ------------------- | -------------- | -------------- | -------------- | -------------- | -------------- | -------------- | -------------- | -------------- | -------------- | -------------- | -------------- | -------------- | ------------------- |
| ۲۰۲۴                                                 | پاریس، فرانسه       | +۱۰۲ ک‌گ        | ۲۰۶            | ۲۱۱            | ۲۱۵            | ۲۱۵            | 1              | ۲۴۵            | ۲۵۲            | ۲۵۲            | ۲۵۲            | 3              | ۴۶۷            | 1                   |
| مسابقات قهرمانی وزنه‌برداری جهان                      |                     |                |                |                |                |                |                |                |                |                |                |                |                |                     |
| ۲۰۲۴                                                 | منامه، بحرین        | +۱۰۹ ک‌گ        | ۲۰۶            | ۲۱۱            | ۲۱۵            | ۲۱۵            | 1              | ۲۴۵            | ۲۵۲            | ۲۵۲            | ۲۵۲            | 3              | ۴۶۷            | 1                   |
| ۲۰۲۳                                                 | ریاض، عربستان سعودی | +۱۰۹ ک‌گ        | ۲۰۵            | ۲۱۲            | ۲۱۷            | ۲۱۲            | 3              | ۲۴۲            | ۲۴۸            | ۲۵۵            | ۲۴۸            | ۴              | ۴۶۰            | 2                   |
| ۲۰۲۱                                                 | تاشکند، ازبکستان    | +۱۰۹ ک‌گ        |                |                |                | ۱۹۵            | -              |                |                |                | ۲۳۰            | -              | ۴۲۵            | [ ۱ ]               |
| مسابقات قهرمانی وزنه‌برداری اروپا                     |                     |                |                |                |                |                |                |                |                |                |                |                |                |                     |
| ۲۰۲۵                                                 | کیشیناو، مولداوی    | + ک‌گ           | ۲۰۰            | ۲۱۰            | ۲۱۸            | ۲۱۰            | ۱              | ۲۴۰            | ۲۵۰            | انصراف         | ۲۴۰            | ۱              | ۴۵۰            | 1                   |
| ۲۰۲۲                                                 | تیرانا، آلبانی      | + ک‌گ           | ۲۰۳            | ۲۱۱            | ۲۱۱            | ۲۱۱            | ۲              | ۲۴۰            | ۲۵۲            | ۲۵۲            | ۲۴۰            | ۲              | ۴۵۱            | [ ۲ ]               |
| ۲۰۲۱                                                 | مسکو، روسیه         | +۱۰۹ ک‌گ        | ۲۰۰            | ۲۰۵            | ۲۰۹            | ۲۰۵            | 3              | ۲۴۰            | ۲۵۰            | ۲۵۰            | ۲۴۰            | 3              | ۴۴۵            | 3                   |
| جام جهانی                                            |                     |                |                |                |                |                |                |                |                |                |                |                |                |                     |
| 2024                                                 | پوکت، تایلند        | ۱۰۹+ ک‌گ        | ۲۰۵            | ۲۱۰            | ۲۱۵            | ۲۱۰            | ۱              | ۲۴۳            | ۲۵۳            | انصراف         | ۲۵۳            | ۱              | ۴۶۳            | [ ۳ ]               |
| قطر کاپ                                              |                     |                |                |                |                |                |                |                |                |                |                |                |                |                     |
| ۲۰۲۳                                                 | دوحه، قطر           | +۱۰۹ ک‌گ        | ۲۰۰            | ۲۱۰            | ۲۱۰            | ۲۰۰            | ۱              | ۲۳۰            | ۲۳۵            | ۲۴۱            | ۲۴۱            | ۱              | ۴۴۱            | [ ۴ ]               |
| مسابقات قهرمانی وزنه‌برداری جوانان جهان               |                     |                |                |                |                |                |                |                |                |                |                |                |                |                     |
| ۲۰۱۹                                                 | سووا، فیجی          | +۱۰۹ ک‌گ        | ۱۷۵            | ۱۸۳            | ۱۹۲            | ۱۹۲            | ۲              | ۲۲۰            | ۲۲۷            | ۲۳۵            | ۲۲۷            | ۱              | ۴۱۹            | [ ۵ ]               |
| ۲۰۱۸                                                 | تاشکند، ازبکستان    | +۱۰۵ ک‌گ        | ۱۷۰            | ۱۷۷            | ۱۸۳            | ۱۷۷            | ۲              | ۲۱۳            | ۲۲۰            | ۲۲۲            | ۲۲۲            | ۳              | ۳۹۹            | 2                   |
| مسابقات قهرمانی وزنه‌برداری جوانان و زیر ۲۳ سال اروپا |                     |                |                |                |                |                |                |                |                |                |                |                |                |                     |
| ۲۰۱۹ (J)                                             | بخارست، رومانی      | +۱۰۹ ک‌گ        | ۱۸۰            | ۱۹۰            | ۱۹۴            | ۱۹۴            | ۱              | ۲۲۰            | ۲۳۰            | انصراف         | ۲۳۰            | ۱              | ۴۲۴            | [ ۶ ] [ ۷ ]         |
| ۲۰۱۸ (J)                                             | زاموشچ، لهستان      | +۱۰۵ ک‌گ        | ۱۷۵            | ۱۸۰            | ۱۸۴            | ۱۸۴            | ۲              | ۲۱۰            | ۲۲۲            | ۲۳۰            | ۲۲۲            | ۲              | ۴۰۶            | [ ۸ ]               |
| مسابقات قهرمانی وزنه‌برداری نوجوانان جهان             |                     |                |                |                |                |                |                |                |                |                |                |                |                |                     |
| ۲۰۱۶                                                 | پنانگ، مالزی        | +۹۴ ک‌گ         | ۱۵۰            | ۱۵۵            | ۱۵۶            | ۱۵۶            | ۴              | ۱۸۰            | ۱۸۴            | ۱۸۸            | ۱۸۴            | ۶              | ۳۴۰            | ۵                   |
| مسابقات قهرمانی وزنه‌برداری نوجوانان اروپا            |                     |                |                |                |                |                |                |                |                |                |                |                |                |                     |
| ۲۰۱۶                                                 | نووی تومیشل، لهستان | +۹۴ ک‌گ         | ۱۴۵            | ۱۵۰            | ۱۵۵            | ۱۵۵            | ۱              | ۱۷۵            | ۱۸۰            | ۱۸۵            | ۱۸۰            | ۲              | ۳۳۵            | [ ۹ ] [ ۱۰ ] [ ۱۱ ] |